# 나는 가수다 II
〈나는 가수다 Ⅱ〉는 《우리들의 일밤》에서 방송했던 코너로 2012년 4월 29일부터 2012년 12월 30일까지 방영되었다.

## 경연 규칙
나는 가수다 Ⅱ는 1기와 다르게 7명의 가수에서 12명의 가수로 대폭 늘어난다. 또한 6명씩 조를 이루어 격주로 경연을 하며 기존의 1기에 있었던 순위 논란과 스포일러 논란을 잠재우기 위해 첫 방영이 되었던 5월의 가수전은 생방송으로 진행되었다. 그러나 가수들이 극도로 긴장하였으며 음향이나 영상미가 녹화방송보다 질이 좋지 않아 많은 질타를 받았다. 이에 6월 경연부터는 경연은 녹화방송으로, 시청자 투표 후 결과 발표는 생방송으로 진행이 되고 있다. 평가방식도 달라진다. 현장에서 투표하는 현장 평가단과 시청자들의 문자투표로 이뤄지는 재택 평가단의 평가를 합산하여 논란을 잠재우겠다는 것이다. 탈락자 선정은 1기처럼 3주에 한 번이 아닌 한 달에 한 번 나오게 된다. 7월 경연부터는 결과 발표도 생방송으로 진행하지 않아 문자 투표를 없애고 모니터 평가단을 선정한다.

매달 첫째 주와 둘째 주에 각 조 6명(팀)의 가수가 경연을 해서, 상위권 순위의 가수 3명(팀)은 매달 넷째 주에 '이 달의 가수전' 경연을, 하위권 순위의 가수 3명(팀)은 매달 셋째 주에 '고별 가수전' 경연을 진행한다. '이 달의 가수전' 1위 가수는 가왕전에 진출하기 위해 명예 하차를 하고, '고별 가수전'에서 최하위 가수는 탈락을 한다. 즉 매달 2명의 가수가 프로그램에서 하차하는 것이다.

## 청중 평가단
청중 평가단 신청자에 한해 추첨을 통해 뽑고, 경연 당일 날 현장에서 평가하는 현장 평가단 500명과 모니터로 평가하는 모니터 평가단 500명으로 나뉘어 그 순위를 합산하여 결과를 발표하게 된다.

## 경연 결과
| 가수명    | 경연 결과 방송일        | 경연 결과 방송일 | 경연 결과 방송일   | 경연 결과 방송일    | 경연 결과 방송일    | 경연 결과 방송일 | 경연 결과 방송일    | 경연 결과 방송일      | 경연 결과 방송일    | 경연 결과 방송일      | 경연 결과 방송일 | 경연 결과 방송일   | 경연 결과 방송일    | 경연 결과 방송일 | 경연 결과 방송일 | 경연 결과 방송일    | 경연 결과 방송일   |
| 가수명    | 2012년                  | 2012년           | 2012년             | 2012년              | 2012년              | 2012년           | 2012년              | 2012년                | 2012년              | 2012년                | 2012년           | 2012년             | 2012년              | 2012년           | 2012년           | 2012년              | 2012년             |
| 가수명    | 4/29 "선호도 조사" 경연 | 5/06 "A조" 경연  | 5/13 "B조" 경연    | 5/20 "고별" 가수전  | 5/27 "5월"의 가수전 | 6/03 "A조" 경연  | 6/10 "B조" 경연     | 6/17 "고별" 가수전    | 6/24 "6월"의 가수전 | 7/01 "A조" 경연       | 7/08 "B조" 경연  | 7/15 "고별" 가수전 | 7/22 "7월"의 가수전 | 8/05 "A조" 경연  | 8/12 "B조" 경연  | 8/19 "8월"의 가수전 | 8/26 "고별" 가수전 |
| --------- | ----------------------- | ---------------- | ------------------ | ------------------- | ------------------- | ---------------- | ------------------- | --------------------- | ------------------- | --------------------- | ---------------- | ------------------ | ------------------- | ---------------- | ---------------- | ------------------- | ------------------ |
| 김건모    | 통과                    |                  | 상위권             |                     | 통과                |                  | 하위권              | 통과                  |                     |                       | 하위권           | 통과               |                     | 상위권           |                  | 하차                |                    |
| 김연우    | 통과                    |                  | 상위권             |                     | 통과                | 하위권           |                     | 통과                  |                     |                       | 상위권           |                    | 통과                |                  | 하위권           |                     | 통과               |
| 박미경    | 통과                    | 하위권           |                    | 통과                |                     | 하위권           |                     | 고별 가수             |                     |                       |                  |                    |                     |                  |                  |                     |                    |
| 박상민    | 통과                    |                  | 하위권             | 감동가수            |                     | 상위권           |                     |                       | 통과                |                       | 하위권           | 통과               |                     |                  | 상위권           | 통과                |                    |
| 박완규    | 통과                    |                  | 감동가수           |                     | 5월의 가수          |                  |                     |                       |                     |                       |                  |                    |                     |                  |                  |                     |                    |
| 백두산    | 통과                    | 하위권           |                    | 고별 가수           |                     |                  |                     |                       |                     |                       |                  |                    |                     |                  |                  |                     |                    |
| 이수영    | 통과                    | 감동가수         |                    |                     | 통과                | 상위권           |                     |                       | 통과                | 하위권                |                  | 고별 가수          |                     |                  |                  |                     |                    |
| 이영현    | 1위                     | 하위권           |                    | 통과                |                     | 하위권           |                     | 감동가수              |                     | 상위권                |                  |                    | 통과                | 상위권           |                  | 통과                |                    |
| 이은미    | 통과                    | 상위권           |                    |                     | 통과                |                  | 감동가수            |                       | 통과                | 감동가수              |                  |                    | 7월의 가수          |                  |                  |                     |                    |
| 정엽      | 통과                    |                  | 하위권             | 통과                |                     |                  | 상위권              |                       | 통과                |                       | 하위권           | 통과               |                     |                  | 하위권           |                     | 통과               |
| 정인      | 통과                    |                  | 하위권             | 통과                |                     |                  | 하위권              | 통과                  |                     | 하위권                |                  | 하차               |                     |                  |                  |                     |                    |
| JK 김동욱 | 통과                    | 상위권           |                    |                     | 통과                |                  | 상위권              |                       | 6월의 가수          |                       |                  |                    |                     |                  |                  |                     |                    |
| 국카스텐  |                         |                  |                    |                     |                     | 감동가수         |                     |                       | 통과                | 상위권                |                  |                    | 통과                | 하위권           |                  |                     | 통과               |
| 한영애    |                         |                  |                    |                     |                     |                  | 하위권              | 통과                  |                     |                       | 상위권           |                    | 통과                | 하위권           |                  |                     | 감동가수           |
| 서문탁    |                         |                  |                    |                     |                     |                  |                     |                       |                     | 하위권                |                  | 감동가수           |                     |                  | 하위권           |                     | 통과               |
| 소향      |                         |                  |                    |                     |                     |                  |                     |                       |                     |                       | 감동가수         |                    | 통과                | 감동가수         |                  | 8월의 가수          |                    |
| 카이      |                         |                  |                    |                     |                     |                  |                     |                       |                     |                       |                  |                    |                     | 하위권           |                  |                     | 고별 가수          |
| 변진섭    |                         |                  |                    |                     |                     |                  |                     |                       |                     |                       |                  |                    |                     |                  | 감동가수         | 통과                |                    |
| 윤하      |                         |                  |                    |                     |                     |                  |                     |                       |                     |                       |                  |                    |                     |                  | 상위권           | 통과                |                    |
| 가수명    | 9/09 "A조" 경연         | 9/16 "B조" 경연  | 9/23 "고별" 가수전 | 9/30 "9월"의 가수전 | 10/07 "A조" 경연    | 10/14 "B조" 경연 | 10/21 "고별" 가수전 | 10/28 "10월"의 가수전 | 11/04 "A,B조" 경연  | 11/11 "11월"의 가수전 |                  |                    |                     |                  |                  |                     |                    |
| 김연우    | 상위권                  |                  |                    | 통과                | 하위권              |                  | 통과                |                       | 상위권              | 명예 졸업             |                  |                    |                     |                  |                  |                     |                    |
| 박상민    |                         | 하위권           | 통과               |                     |                     | 하위권           | 통과                |                       | 명예졸업            |                       |                  |                    |                     |                  |                  |                     |                    |
| 이영현    | 감동가수                |                  |                    | 통과                | 상위권              |                  |                     | 통과                  | 감동가수            | 명예 졸업             |                  |                    |                     |                  |                  |                     |                    |
| 정엽      | 하위권                  |                  | 고별 가수          |                     |                     |                  |                     |                       |                     |                       |                  |                    |                     |                  |                  |                     |                    |
| 국카스텐  |                         | 상위권           |                    | 통과                | 감동가수            |                  |                     | 10월의 가수           |                     |                       |                  |                    |                     |                  |                  |                     |                    |
| 한영애    |                         | 하위권           | 통과               |                     | 하위권              |                  | 통과                |                       | 하차                |                       |                  |                    |                     |                  |                  |                     |                    |
| 서문탁    | 하위권                  |                  | 통과               |                     |                     | 감동가수         |                     | 통과                  | 상위권              | 11월의 가수           |                  |                    |                     |                  |                  |                     |                    |
| 변진섭    |                         | 하위권           | 통과               |                     |                     | 하위권           | 감동가수            |                       | 하차                |                       |                  |                    |                     |                  |                  |                     |                    |
| 윤하      | 상위권                  |                  |                    | 통과                |                     | 상위권           |                     | 통과                  | 상위권              | 하차                  |                  |                    |                     |                  |                  |                     |                    |
| 더원      |                         | 감동가수         |                    | 9월의 가수          |                     |                  |                     |                       |                     |                       |                  |                    |                     |                  |                  |                     |                    |
| 소찬휘    |                         | 상위권           |                    | 통과                |                     | 하위권           | 고별 가수           |                       |                     |                       |                  |                    |                     |                  |                  |                     |                    |
| 시나위    | 하위권                  |                  | 감동가수           |                     | 상위권              |                  |                     | 통과                  | 상위권              | 하차                  |                  |                    |                     |                  |                  |                     |                    |
| 이정      |                         |                  |                    |                     |                     | 상위권           |                     | 통과                  | 상위권              | 하차                  |                  |                    |                     |                  |                  |                     |                    |
| 조장혁    |                         |                  |                    |                     | 하위권              |                  | 통과                |                       | 하차                |                       |                  |                    |                     |                  |                  |                     |                    |

## 새 가수 초대전
새 가수 초대전은 현재의 경우 9월의 새 가수를 뽑기 위하여 한 번 열렸다.
새가수 초대전에 나온 12명의 가수(팀)들 중 각 조에서 1위로 뽑힌 가수가 나는 가수다 Ⅱ9월의 가수 예선전에 진출하게 된다.
| 가수명          | 경연 결과 방송일 | 경연 결과 방송일 |
| 가수명          | 2012/09/02       | 2012/09/02       |
| 가수명          | "A조" 경연       | "B조" 경연       |
| --------------- | ---------------- | ---------------- |
| 유리            | 하위권           |                  |
| 고유진          | 하위권           |                  |
| 어반 자카파     | 상위권           |                  |
| 게이트 플라워즈 | 상위권           |                  |
| 지영선          | 하위권           |                  |
| 더 원           | 9월의 새가수     |                  |
| 소찬휘          |                  | 9월의 새가수     |
| 박희수          |                  | 하위권           |
| 타루            |                  | 하위권           |
| 빨간 우체통     |                  | 하위권           |
| 리사            |                  | 상위권           |
| 조장혁          |                  | 상위권           |

## 올해의 가왕전
가왕전은 매월 이달의 가수전에서 이달의 가수로 선정된 가수(팀)들이 서바이벌로 경연을 펼쳐 매주 한 팀씩 탈락하는 방식으로 진행되며, 끝까지 살아남는 최후의 1인(팀)이 올해의 가왕에 등극한다.
| 가수        | 가수      | 슈퍼 디셈버 2012 가왕전 | 슈퍼 디셈버 2012 가왕전 | 슈퍼 디셈버 2012 가왕전 | 슈퍼 디셈버 2012 가왕전 | 슈퍼 디셈버 2012 가왕전 | 슈퍼 디셈버 2012 가왕전 | 슈퍼 디셈버 2012 가왕전 |
| ----------- | --------- | ----------------------- | ----------------------- | ----------------------- | ----------------------- | ----------------------- | ----------------------- | ----------------------- |
| 가수        | 가수      | 11월 18일               | 11월 25일               | 12월 2일                | 12월 9일                | 12월 16일               | 12월 23일               | 12월 30일               |
| 가수        | 가수      | 가왕전 개막제           | 7강전                   | 6강전                   | 5강전                   | 4강전                   | 세미 파이널             | 파이널                  |
| 5월의 가수  | 박완규    | 6위                     | 통과                    | 통과                    | 탈락                    |                         |                         |                         |
| 6월의 가수  | JK 김동욱 | 3위                     | 탈락                    |                         |                         |                         |                         |                         |
| 7월의 가수  | 이은미    | 5위                     | 통과                    | 1위                     | 1위                     | 통과                    | 1위                     | 준우승                  |
| 8월의 가수  | 소향      | 2위                     | 2위                     | 2위                     | 통과                    | 1위                     | 탈락                    |                         |
| 9월의 가수  | 더원      | 1위                     | 통과                    | 통과                    | 통과                    | 통과                    | 2위                     | 2012 가왕               |
| 10월의 가수 | 국카스텐  | 4위                     | 1위                     | 통과                    | 통과                    | 탈락                    |                         |                         |
| 11월의 가수 | 서문탁    | 7위                     | 통과                    | 탈락                    |                         |                         |                         |                         |

## 논란
한편 경연 방식에서 A조, B조로 나뉘어질때 조별 인원이 6명인 것에 대해 호불호 양론이 극심하게 갈라지기도 했었다. 애초 프로그램 제목이 '나는 7ㅏ수다'임에도 불구하고 경연을 벌이는 가수는 6명이고, 그렇게 되면 원체 14명이서 각각 다른 조로 쪼개져야 정상이 아니겠냐라고 주장하는 여론과, 섭외력 한계로 인해서 어쩔 수 없이 조별로 6명씩 겨루는 것이라고 생각하면서 제작진의 의도를 이해하는 여론으로 갈라진 것이 바로 그것이다.

## 시청률
- AGB닐슨 미디어 리서치에서 공개한 표를 바탕으로 작성한 시청률이다. 빨간색 글씨는 최고 시청률, 파란색 글씨는 최저 시청률을 나타낸다.

| 회차   | 방송일           | 시청률              | 시청률 |
| 회차   | 방송일           | AGB닐슨 전국 시청률 |        |
| ------ | ---------------- | ------------------- | ------ |
| 제1회  | 2012년 4월 29일  | 8.2%                |        |
| 제2회  | 2012년 5월 6일   | 9.9%                |        |
| 제3회  | 2012년 5월 13일  | 8.0%                |        |
| 제4회  | 2012년 5월 20일  | 6.6%                |        |
| 제5회  | 2012년 5월 27일  | 5.6%                |        |
| 제6회  | 2012년 6월 3일   | 5.9%                |        |
| 제7회  | 2012년 6월 10일  | 6.5%                |        |
| 제8회  | 2012년 6월 17일  | 5.7%                |        |
| 제9회  | 2012년 6월 24일  | 5.5%                |        |
| 제10회 | 2012년 7월 1일   | 6.2%                |        |
| 제11회 | 2012년 7월 8일   | 6.5%                |        |
| 제12회 | 2012년 7월 15일  | 6.4%                |        |
| 제13회 | 2012년 7월 22일  | 6.1%                |        |
| 제14회 | 2012년 8월 5일   | 5.6%                |        |
| 제15회 | 2012년 8월 12일  | 6.1%                |        |
| 제16회 | 2012년 8월 19일  | 5.9%                |        |
| 제17회 | 2012년 8월 26일  | 4.6%                |        |
| 제18회 | 2012년 9월 2일   | 5.6%                |        |
| 제19회 | 2012년 9월 9일   | 5.1%                |        |
| 제20회 | 2012년 9월 16일  | 6.4%                |        |
| 제21회 | 2012년 9월 23일  | 5.5%                |        |
| 제22회 | 2012년 9월 30일  | 4.2%                |        |
| 제23회 | 2012년 10월 7일  | 5.8%                |        |
| 제24회 | 2012년 10월 14일 | 5.2%                |        |
| 제25회 | 2012년 10월 21일 | 3.8%                |        |
| 제26회 | 2012년 10월 28일 | 5.0%                |        |
| 제27회 | 2012년 11월 4일  | 4.8%                |        |
| 제28회 | 2012년 11월 11일 | 4.9%                |        |
| 제29회 | 2012년 11월 18일 | 5.2%                |        |
| 제30회 | 2012년 11월 25일 | 5.5%                |        |
| 제31회 | 2012년 12월 2일  | 4.9%                |        |
| 제32회 | 2012년 12월 9일  | 7.1%                |        |
| 제33회 | 2012년 12월 16일 | 5.4%                |        |
| 제34회 | 2012년 12월 23일 | 4.9%                |        |
| 제35회 | 2012년 12월 30일 | 5.5%                |        |

## 경쟁 프로그램
- 일요일이 좋다
  - K팝스타 2 (경쟁 프로그램)
  - 런닝맨 (2부 프로그램)
- 해피선데이
  - 남자의 자격 (경쟁 프로그램)
  - 1박 2일 (2부 프로그램)
- 일밤
  - 매직콘서트 이것이 마술이다 (2부 프로그램)